# Nigel Green
Nigel Green (Pretoria, 15 ottobre 1924 – Dallington, 15 maggio 1972) è stato un attore sudafricano naturalizzato britannico.

## Biografia
Figlio di un insegnante, Green frequentò il King's College London e successivamente la facoltà di ingegneria chimica dell'Università di Londra, per poi iscriversi ai corsi di recitazione della Royal Academy of Dramatic Art, grazie al conseguimento di una borsa di studio. Intrapresa la carriera teatrale, a 24 anni recitava già presso il prestigioso Old Vic e a Stratford. Dalla metà degli anni cinquanta passò alla televisione e al cinema. Malgrado le gravi lesioni riportate nel 1956 per una caduta accidentale, riuscì a proseguire la propria carriera. A questo periodo risalgono le prime partecipazioni a Bader il pilota (1956),  Vittoria amara (1957) di Nicholas Ray, Giungla di cemento (1960) di Joseph Losey, Un colpo da otto (1960) di Basil Dearden. Nel 1960 fu diretto da Terence Fisher nell'avventuroso Gli arcieri di Sherwood (1960) in cui sfruttò la propria prestanza fisica nel ruolo di Little John. Analogo successo ottenne nel 1963 con il ruolo di Ercole nel kolossal Gli Argonauti di Don Chaffey.
La sua maschera dai lineamenti severi lo rese interprete ideale di personaggi come il sergente Frank Bourne in Zulu (1964), accanto a Michael Caine e Stanley Baker, Ludovico in La maschera della morte rossa (1964) di Roger Corman e l'ambiguo maggiore Dalby in Ipcress (1965), spy story con Michael Caine nel ruolo dell'agente Harry Palmer. Grazie all'alta statura e all'elegante portamento, fu assai efficace anche in ruoli militareschi, quali il maggiore Wolseley in Khartoum  (1966), il colonnello John Harker in Tobruk (1967), il colonnello Masters in I sette senza gloria (1969), ancora accanto a Michael Caine, il colonnello Mathesius in Fräulein Doktor (1969). L'ultimo ruolo di rilievo fu quello dell'alienato McKyle nella commedia satirica La classe dirigente (1972) accanto a Peter O'Toole. Separato dalla moglie, l'attrice Patricia Marmont, Nigel Green morì prematuramente nel 1972 per una dose eccessiva di sonniferi, all'età di 47 anni.

## Filmografia parziale

### Cinema
- Meet Mr. Malcolm, regia di Daniel Birt (1954)
- Stranger fron Venus, regia di Burt Balaban (1954)
- The Sea Shall Not Have Them, regia di Lewis Gilbert (1954)
- La pace torna in casa Bentley (As Long as They're Happy), regia di J. Lee Thompson (1955)
- Bader il pilota (Reach for the Sky), regia di Lewis Gilbert (1956)
- Find the Lady, regia di Charles Saunders (1956)
- Vittoria amara (Bitter Victory), regia di Nicholas Ray (1957)
- La zingara rossa (The Gypsy and the Gentleman), regia di Joseph Losey (1958)
- Beat Girl, regia di Edmond T. Gréville (1959)
- Witness in the Dark, regia di Wolf Rilla (1959)
- Giungla di cemento (The Criminal), regia di Joseph Losey (1960)
- Un colpo da otto (The League of Gentlemen), regia di Basil Dearden (1960)
- Gli arcieri di Sherwood (Sword of Sherwood Forest), regia di Terence Fisher (1960)
- Gorgo, regia di Eugène Lourié (1961)
- Le guardie della regina (The Queen's Guard), regia di Michael Powell (1961)
- Il mistero dell'idolo nero (Pit of Darkness), regia di Lance Comfort (1961)
- The Spanish Sword, regia di Ernest Morris (1962)
- The Durant Affair, regia di Godfrey Grayson (1962)
- Scotland Yard operazione Soho (The Primitives), regia di Alfred Travers (1962)
- U153 agguato sul fondo (Mystery Submarine), regia di C.M. Pennington-Richards (1963)
- Gli Argonauti (Jason and the Argonauts), regia di Don Chaffey (1963)
- L'uomo che morì tre volte (The Man Who Finally Died), regia di Quentin Lawrence (1963)
- Zulu, regia di Cy Endfield (1964)
- Saturday Night Out, regia di Robert Hartford-Davis (1964)
- La maschera della morte rossa (The Masque of the Red Death), regia di Roger Corman (1964)
- Ipcress (The Ipcress File), regia di Sidney J. Furie (1965)
- Il teschio maledetto (The Skull), regia di Freddie Francis (1965)
- Fu Manchu A.S.3 - Operazione tigre (The Face of Fu Manchu), regia di Don Sharp (1965)
- Khartoum, regia di Basil Dearden (1966)
- Gioco mortale (Let's Kill Uncle), regia di William Castle (1966)
- Tobruk, regia di Arthur Hiller (1967)
- Più micidiale del maschio (Deadlier Than the Male), regia di Ralph Thomas (1967)
- Cowboy in Africa (Africa: Texas Style), regia di Andrew Marton (1967)
- Le stelle si vedono di giorno (The Pink Jungle), regia di Delbert Mann (1968)
- Missione compiuta stop. Bacioni Matt Helm (The Wrecking Crew), regia di Phil Karlson (1968)
- I sette senza gloria (Play Dirty), regia di André De Toth (1969)
- Fräulein Doktor, regia di Alberto Lattuada (1969)
- Lettera al Kremlino (The Kremlin Letter), regia di John Huston (1970)
- La morte va a braccetto con le vergini (Countess Dracula), regia di Peter Sasdy (1971)
- La classe dirigente (The Ruling Class), regia di Peter Medak (1972)
- Gawain and the Green Knight, regia di Stephen Weeks (1973)

### Televisione
- Robin Hood (The Adventures of Robin Hood) – serie TV, episodio 2x06 (1956)
- Ivanhoe – serie TV, episodio 1x18 (1958)
- Guglielmo Tell (The Adventures of William Tell) – serie TV, 8 episodi (1958-1959)
- I gialli di Edgar Wallace (The Edgar Wallace Mystery Theatre) – serie TV, episodio 3x04 (1962)
- Gioco pericoloso (Danger Man) – serie TV, episodio 2x13 (1965)
- Agente speciale (The Avengers) – serie TV, episodi 5x06-6x26 (1967-1969)
- Attenti a quei due (The Persuaders!) – serie TV, episodio 1x20 (1972)
- Gli invincibili (The Protectors) – serie TV, episodio 1x11 (1972)

## Doppiatori italiani
Nelle versioni in italiano dei suoi film, Nigel Green è stato doppiato da: 
- Sergio Graziani in Gorgo, Missione compiuta stop. Bacioni Matt Helm
- Renato Turi in Khartoum, La morte va a braccetto con le vergini
- Arturo Dominici in Gli Argonauti, Tobruk
- Luciano De Ambrosis in La maschera della morte rossa
- Gualtiero De Angelis in Gli arcieri di Sherwood
- Mario Feliciani in Il teschio maledetto
- Ferruccio Amendola in Lettera al Kremlino
- Glauco Onorato in I sette senza gloria
- Stefano Sibaldi in Ipcress